# أوغوز جيلان
أوغوز جيلان (بالتركية: Oğuz Ceylan) هو لاعب كرة قدم تركي في مركز ظهير ‏، ولد في 15 ديسمبر 1990 في جنق قلعة في تركيا. لعب مع نادي بشكتاش.

## وصلات خارجية
- أوغوز جيلان على موقع اتحاد تركيا (لاعب) (الإنجليزية)
- أوغوز جيلان على موقع قاعدة بيانات كرة القدم.إي يو (الإنجليزية)
- أوغوز جيلان على موقع Soccerway.com (الإنجليزية)
- أوغوز جيلان على موقع عالم كرة القدم.نت (الإنجليزية)